# بابدة (حومة بم)
بابدة (بالفارسية: پاپده) هي قرية تقع في إيران في منطقة مركزية ريفية. يقدر عدد سكانها بـ 125 نسمة بحسب إحصاء 2016.